# Straßenlauf-Länderkampf der Frauen 1990 BR Deutschland – Frankreich – Niederlande – Schweiz
| 10. Leichtathletik-Länderkampf mit bundesdeutscher Beteiligung 1990                 | 10. Leichtathletik-Länderkampf mit bundesdeutscher Beteiligung 1990 |
| ----------------------------------------------------------------------------------- | ------------------------------------------------------------------- |
|                                                                                     |                                                                     |
| Straßenlaufvergleich der Frauen BR Deutschland – Frankreich – Niederlande – Schweiz |                                                                     |
| Austragungsort                                                                      | Kassel                                                              |
| Wettbewerbe                                                                         | 1                                                                   |
| Datum                                                                               | 8. September                                                        |
| 1. FRG 2. NLD 3. FRA                                                                | 2:26:21 h 2:32:31 h 2:34:04 h                                       |
| Chronik                                                                             |                                                                     |
| ← FRG-FRA-NLD-SUI 00Str'lauf (M)                                                    | erster LK 199100 ITA-FRG-GBR-ROU00 Werfer (M+F) →                   |

Im zehnten und letzten Vergleich des Länderkampfjahres 1990 waren die Straßenläuferinnen aktiv, die parallel zu ihren männlichen Kollegen am 8. September im hessischen Kassel. ebenfalls gegen Frankreich, die Niederlande und die Schweiz antraten. Die Begegnung wurde nun zum siebten Mal ausgetragen, vorübergehend waren auch Italien und Belgien Teilnehmerländer. Je zwei Siege hatte die Bundesrepublik Deutschland erzielt, einen Italien. In den Austragungen von 1986 bis 1988 hatte Frankreich vorne gelegen.

## Modus
Auf dem Programm stand ein Rennen über 15 Kilometer. Beim Nachmessen stellte sich jedoch heraus, dass die Distanz um 497 Meter zu kurz war. Die Strecke war demnach 14,503 Kilometer lang. Gewertet wurden die drei besten Läuferinnen der einzelnen Teams über die Addition ihrer Zeiten. Zur Frage, wie viele Vertreterinnen je Land eingesetzt werden konnten, fehlen Angaben.
Leider finden sich auch keine Angaben über die komplette Ergebnisliste. Aufgeführt sind nur die Läuferinnen auf den Plätzen eins bis acht.

## Ergebnis
Die bundesdeutschen Athletinnen erzielten in der Einzelwertung einen Doppelerfolg. Es folgten eine Schweizerin, die nächste deutsche Vertreterin und die beste Niederländerin. Die schnellste Französin wurde Siebte. So wiederholten die bundesdeutschen Läuferinnen in 2:26:21 h ihren Erfolg vom Vorjahr. Mit mehr als sechs Minuten Vorsprung verwiesen sie die Französinnen auf den zweiten Platz. Weitere knapp eineinhalb Minuten dahinter wurden die Niederländerinnen Dritte.
Die Vertreterinnen aus der Schweiz sind in der Ergebnisübersicht des DLV Jahrbuchs 1990/91 nicht aufgeführt. Gründe lassen sich nur vermuten. Eventuell erreichten weniger Schweizer Läuferinnen das Ziel als für die Wertung erforderlich oder die Schweiz startete von vornherein mit nur wenigen Teilnehmerinnen außer Konkurrenz. Weitere Gründe wären möglich.

## Resultat

### 14,503-km-Straßenlauf
| Platz | Athletin               | Land | Zeit (min) |
| ----- | ---------------------- | ---- | ---------- |
| 1     | Uta Pippig             | FRG  | 47:56      |
| 2     | Kerstin Preßler        | FRG  | 48:53      |
| 3     | Isabelle Moretti       | SUI  | 49:30      |
| 4     | Iris Biba              | FRG  | 49:32      |
| 5     | Joke Kleyweg           | NLD  | 49:51      |
| 6     | Tanja Kalinowski       | FRG  | 50:17      |
| 7     | Marie-Helene Ohier     | FRA  | 50:46      |
| 8     | Marianne van der Linde | NLD  | 51:09      |
| 000…  |                        |      |            |